# Eriachne ciliata
Eriachne ciliata är en gräsart som beskrevs av Robert Brown. Eriachne ciliata ingår i släktet Eriachne och familjen gräs. Inga underarter finns listade i Catalogue of Life.